# Ostküsten-Bulldoggfledermaus
Die Ostküsten-Bulldoggfledermaus oder Ostaustralische Mastino-Fledermaus (Micronomus norfolkensis) ist ein im östlichen Australien verbreitetes Fledertier in der Familie der Bulldoggfledermäuse. Die Art wurde lange in eine Untergattung der Mastino-Fledermäuse (Mormopterus) oder in die Gattung Samtfledermäuse (Molossus) eingeordnet, bis sie seit dem Jahr 2015 nach einer Studie von Jackson und Groves als einzige Art der Gattung Micronomus geführt wird. Der Fundort des Typusexemplars auf der Norfolkinsel ist stark umstritten.

## Merkmale
Mit einer Kopf-Rumpf-Länge von 50 bis 55 mm, einer Schwanzlänge von 32 bis 45 mm sowie einem Gewicht von 6 bis 12 g ist die Art eine kleine australische Bulldoggfledermaus. Die Unterarme sind 31 bis 35 mm lang und die Länge der Ohren beträgt 13 bis 16 mm. Typisch sind eine schmale Schnauze und fleischige Auswüchse an den Geschlechtsteilen bei beiden Geschlechtern. Damit ähnelt die Art der Nasenhaar-Bulldoggfledermaus (Setirostris eleryi), obwohl ihr die borstigen Haare an der Nase fehlen. Außerdem sind die Verbreitungsgebiete beider Arten abweichend. Mit einer Zahnformel von I 1/2, C 1/1, P 2/2, M 3/3 haben die Exemplare 30 Zähne im Gebiss. Das lange Fell der Oberseite ist rotbraun bis dunkelbraun gefärbt und die Unterseite trägt leicht helleres Fell. Manche Männchen besitzen eine sackartige Drüse auf der Kehle.

## Verbreitung
Die Ostküsten-Bulldoggfledermaus lebt hauptsächlich an der Küste im Bundesstaat New South Wales und erreicht den äußersten Südosten von Queensland. Sie bewohnt Wälder in der Nähe von Wasserläufen, Buschland, Mangrove, Salzwiesen und Sümpfe. Die Art bevorzugt Wälder, die viele Baumhöhlen aufweisen.

## Lebensweise
Diese nachtaktive Fledermaus ruht vorwiegend in Baumhöhlen und benutzt gelegentlich Spalten in Mauern oder Dächer als Unterschlupf. Eine größere Kolonie mit Weibchen lebte in einem abgestorbenen Baum der Art Avicennia marina. Innerhalb der Kolonie bildeten sich kleinere Gruppen mit etwa fünf Mitgliedern, die dichter zusammen ruhten. Unter einem Dach wurde eine Kolonie mit etwa 30 Mitgliedern entdeckt, bei der die kleineren Gruppen aus bis zu vier Exemplaren bestanden. Die Ostküsten-Bulldoggfledermaus nutzt auch Fledermausboxen. Sie verlässt das Versteck ungefähr 35 Minuten nach dem Sonnenuntergang. Selten wird der Ruheplatz mit Scotorepens orion oder der Gould-Lappenfledermaus geteilt.
Die Art jagt unterschiedliche fliegende Insekten wie Mücken, Fliegen und Käfer. Manchmal entfernt sie sich pro Nacht bis zu 10 km vom Versteck und sucht sich einen neuen Unterschlupf im selben Waldgebiet. Eine andere Abhandlung nennt gewöhnliche Wanderungen von 2 bis 3 km Länge und maximale Wanderungen von 6 km Länge. Die Nahrung wird mit Ameisen, Wespen und Schaben komplettiert. Die Geburt der Nachkommen findet im November und zeitigen Dezember statt.

## Gefährdung
Intensive Forstwirtschaft, Schaffung von Ackerflächen und Brände bedrohen den Bestand. Die geschätzte Populationsgröße von 10.000 Exemplaren bedarf einer Bestätigung. Die IUCN listet die Art in der Vorwarnliste (near threatened).